# Cynoglossum holosericeum
Cynoglossum holosericeum är en strävbladig växtart som beskrevs av Christian von Steven. Cynoglossum holosericeum ingår i släktet hundtungor, och familjen strävbladiga växter. Inga underarter finns listade i Catalogue of Life.